# Канцелярська гумка

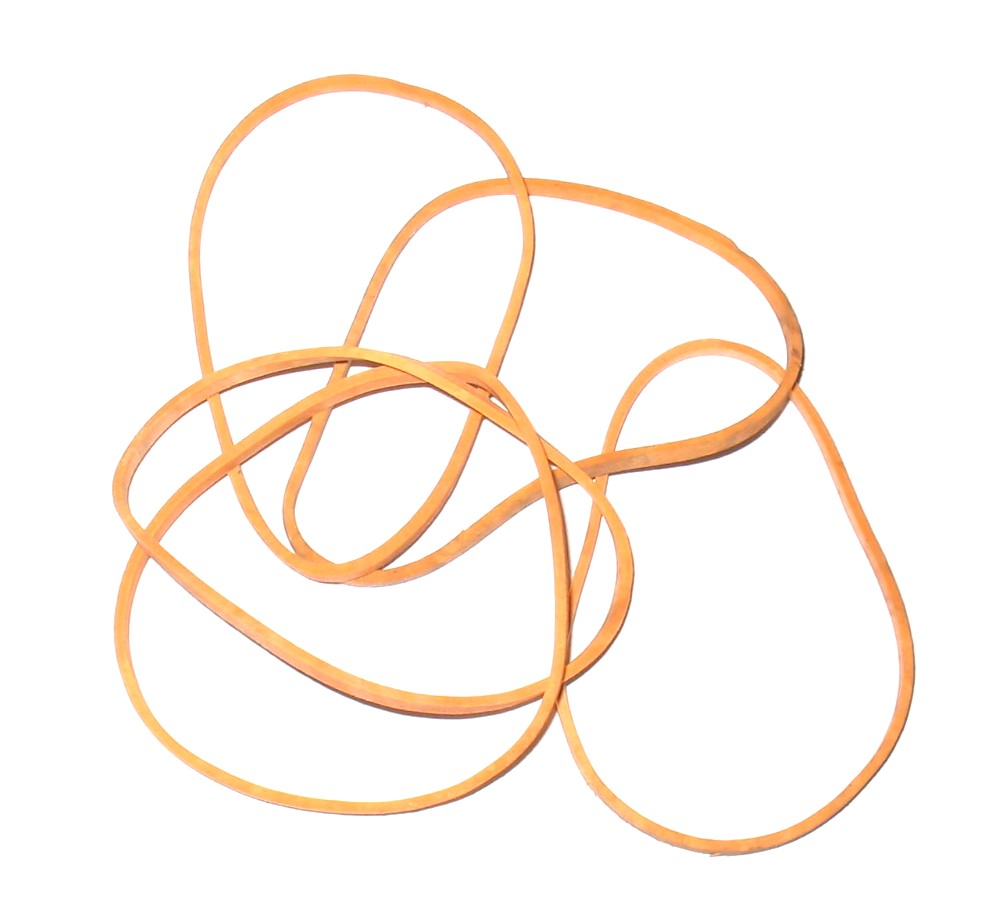

Гумка канцелярська, рецептурна чи аптечна — тонка еластична гумка округлої форми, призначена здебільшого для тимчасового скріплення між собою будь-яких невеликих об'єктів. Її діаметр не перевищує декількох сантиметрів.

## Історія
Гумка канцелярська була винайдена у 1844 році англійським винахідником Стівеном Перрі, який отримав патент на її виготовлення 17 березня 1845 року. 

## Використання

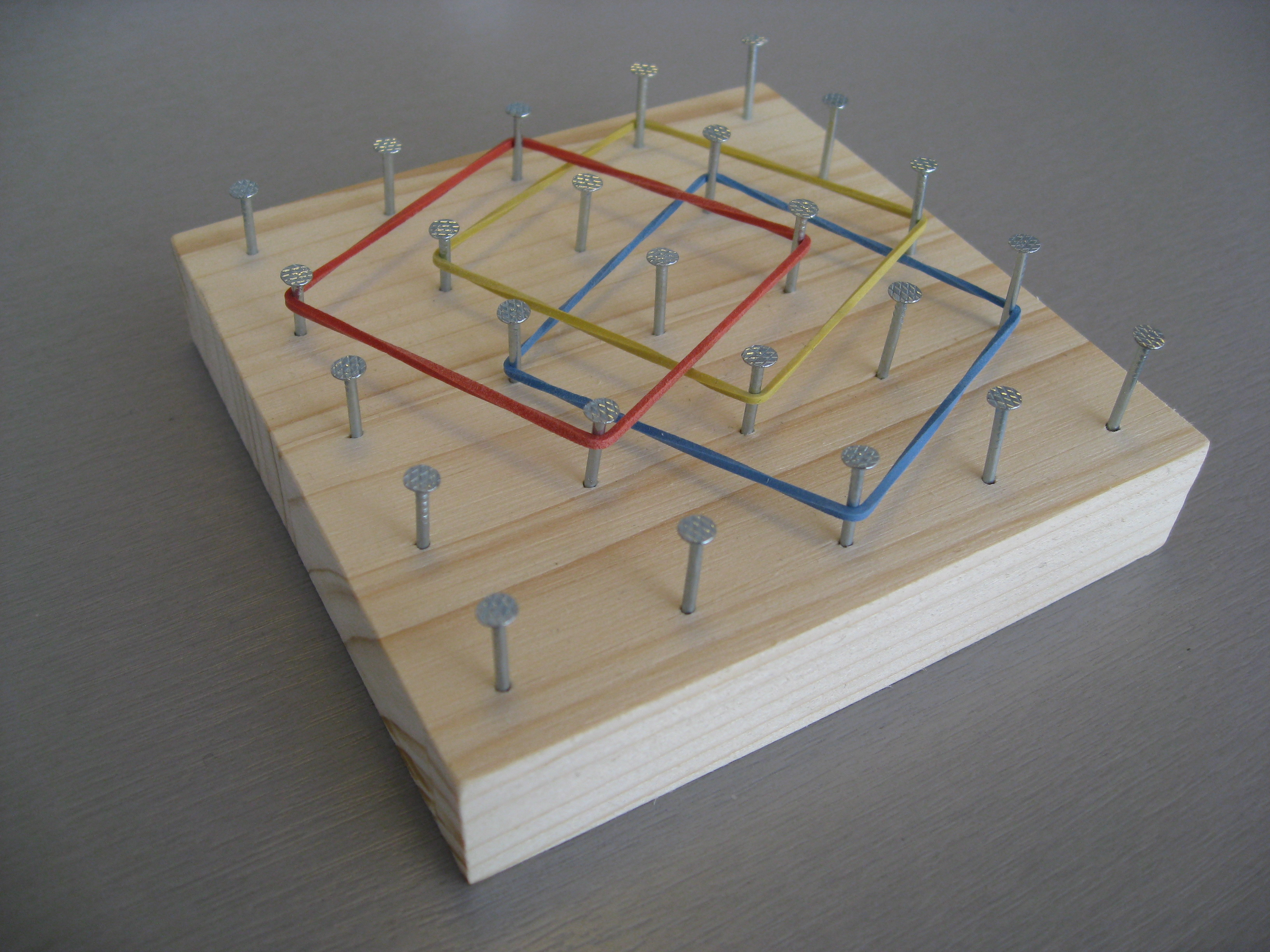
Геодошка

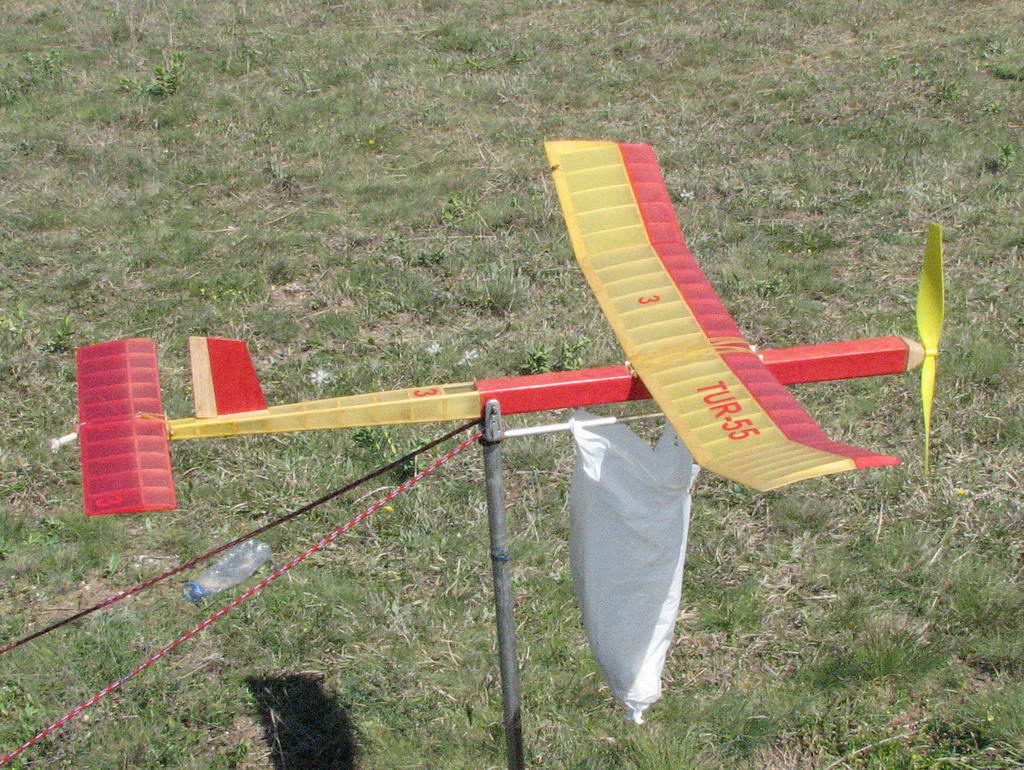
Модель літака з гумовим двигуном

Спочатку вона використовувалася для скріплення сторінок цінних паперів і прикріплення рецептів до пляшечка з ліками (гумка рецептурна). 
Також гумки канцелярські незабаром стали використовуватися як іграшки і «боєприпаси» для іграшкової зброї (в останній якості вона була запатентована в 1920 році). Використовується для іграшкового верстата «Rainbow Loom», на якому плетуть, з допомогою різнокольорових гумок, різні складні вироби, від браслетів до іграшок. 
Гумку канцелярську нині використовують для фіксації пачок банкнот. Також гумка канцелярська використовується для створення зачісок, утримує волосся.
Також гумку використовують у геодошках та у авіамоделюванні, де вона є основою гумдвигуна для моделей літаків. 
Іноді гумки використовуються для утримання жорстких дисків у корпусі комп'ютера, і дозволяє уникнути контакту між жорстким диском та корпусом, що призводить до зменшення шуму за рахунок зменшення вібрацій.

## Матеріал
Виготовляють гумки канцелярські з натурального каучуку, завдяки більшій його еластичності ніж у того ж синтетичного каучуку. Технологія виробництва канцелярських гумок мало змінилася з 1845 року.

## Світлини

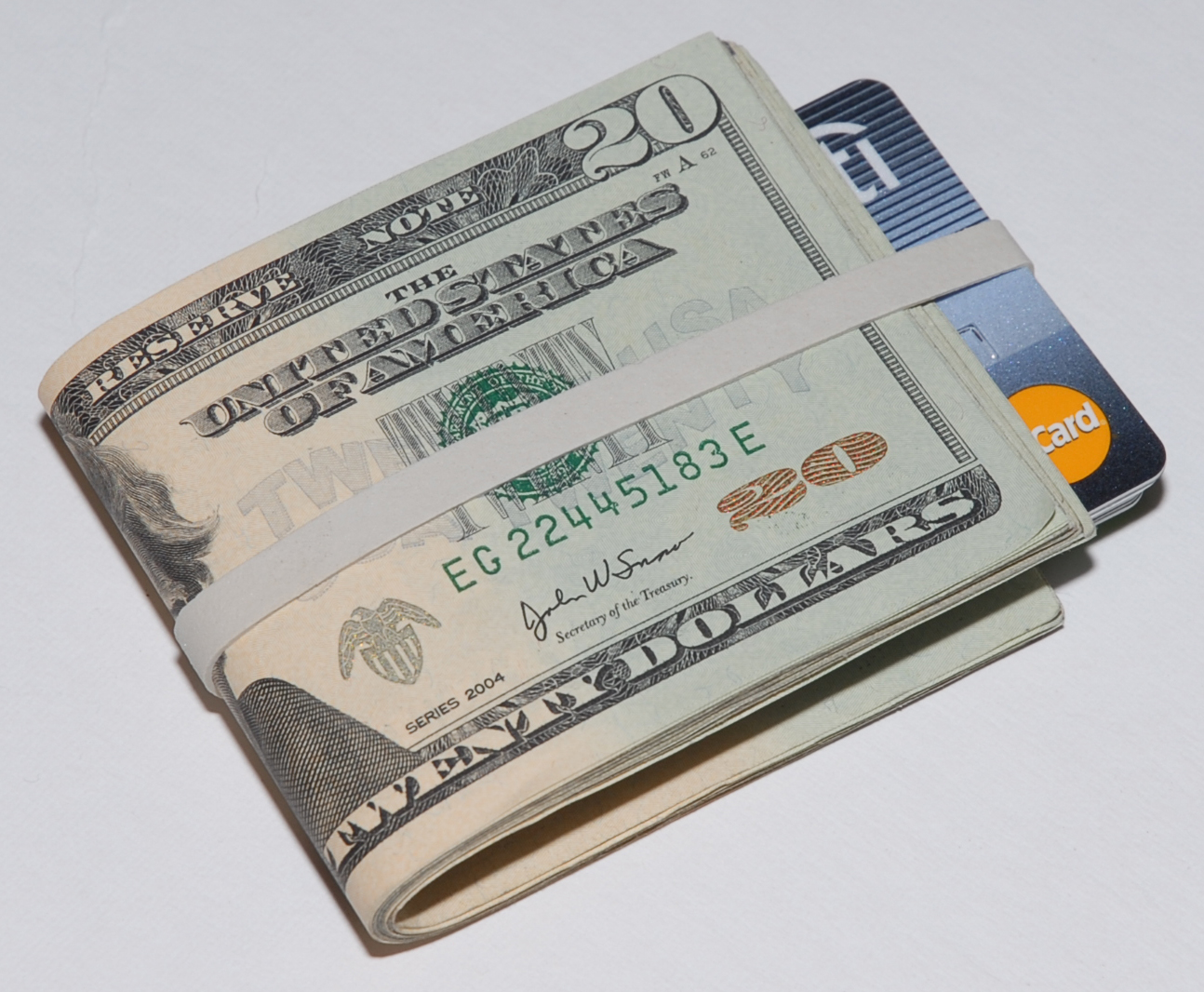
Гроші та платіжна картка скріплені гумкою.
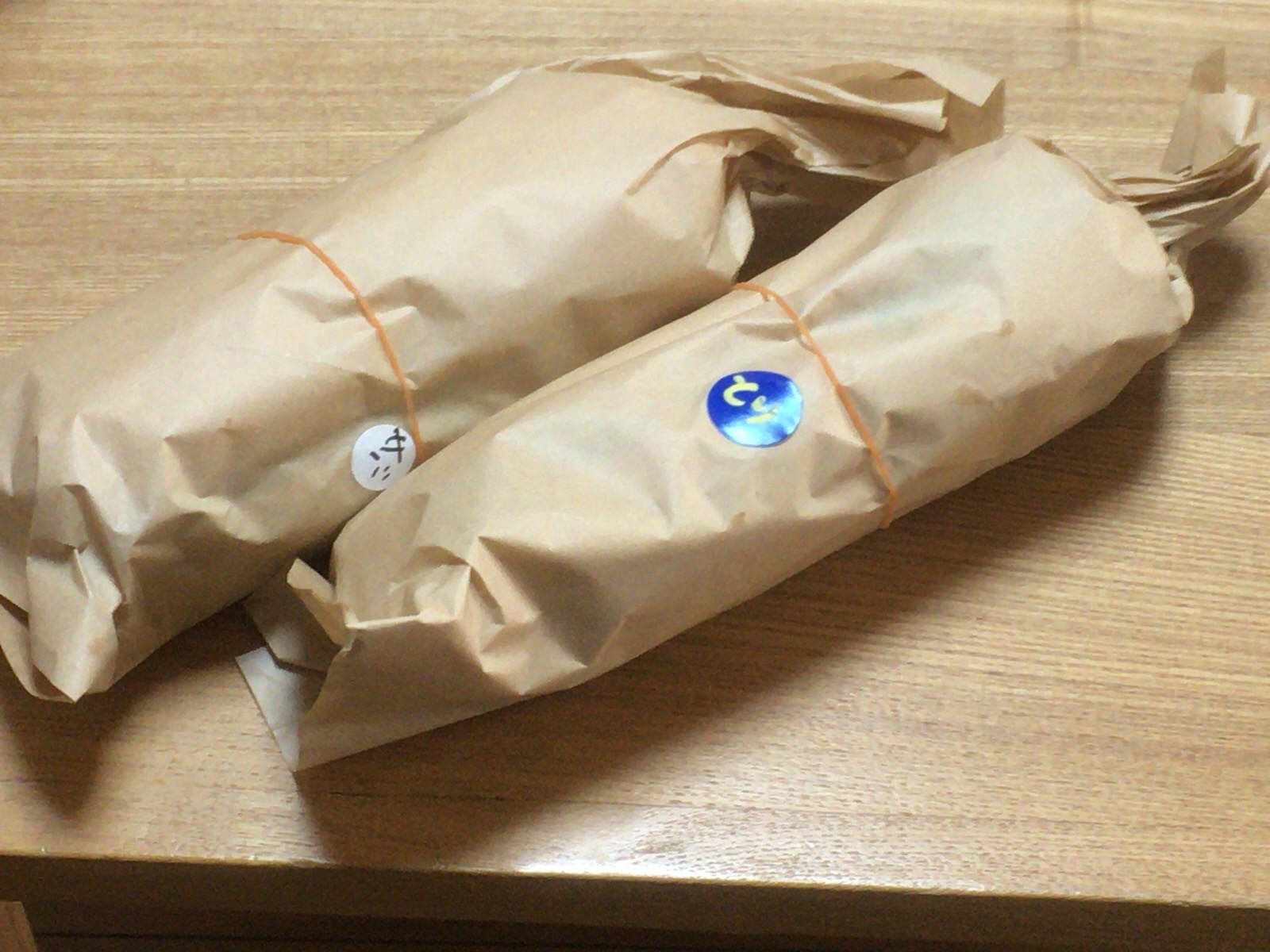
Пакунки скріплені гумкою.
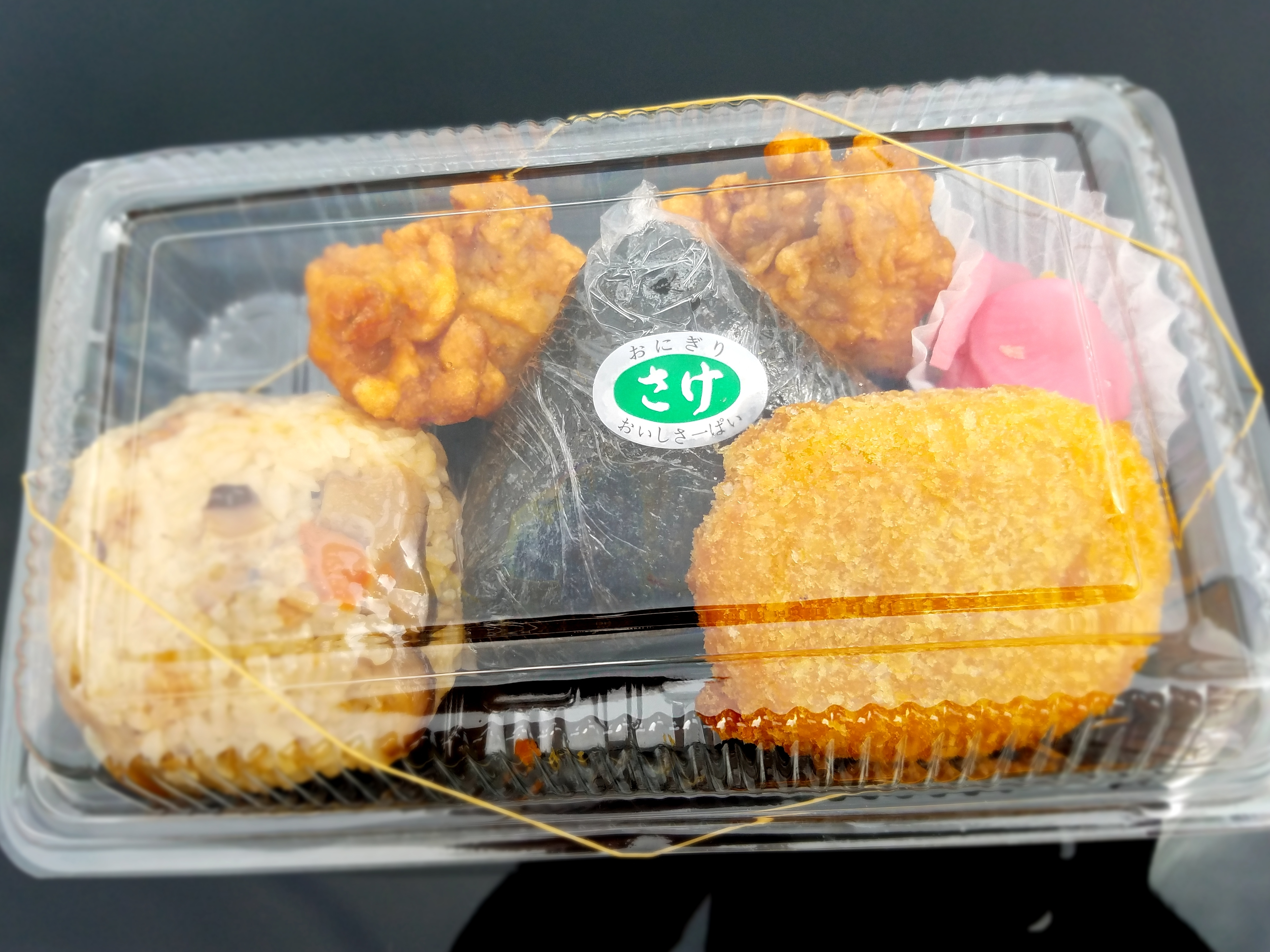
Їжа у пластиковій упаковці, яка скріплена гумкою.
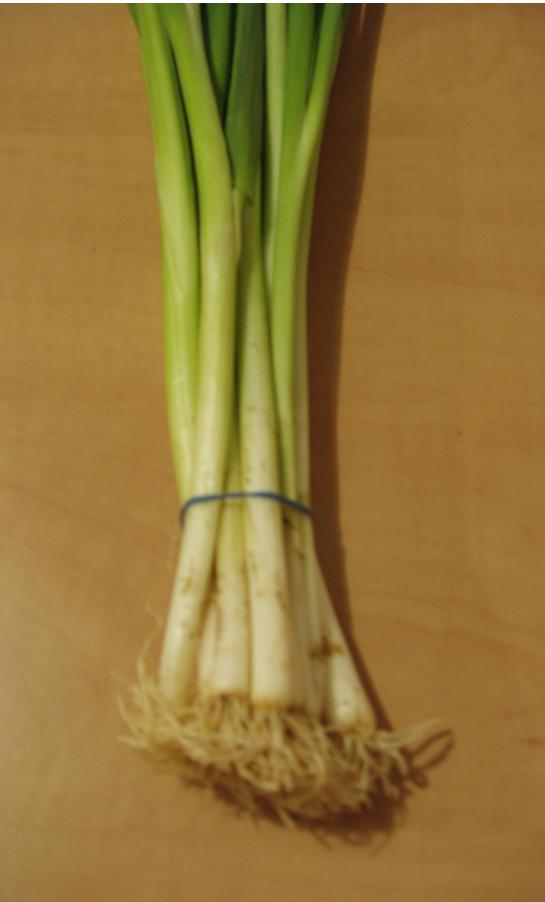
Жмуток молодої зеленої цибулі скріплений гумкою.
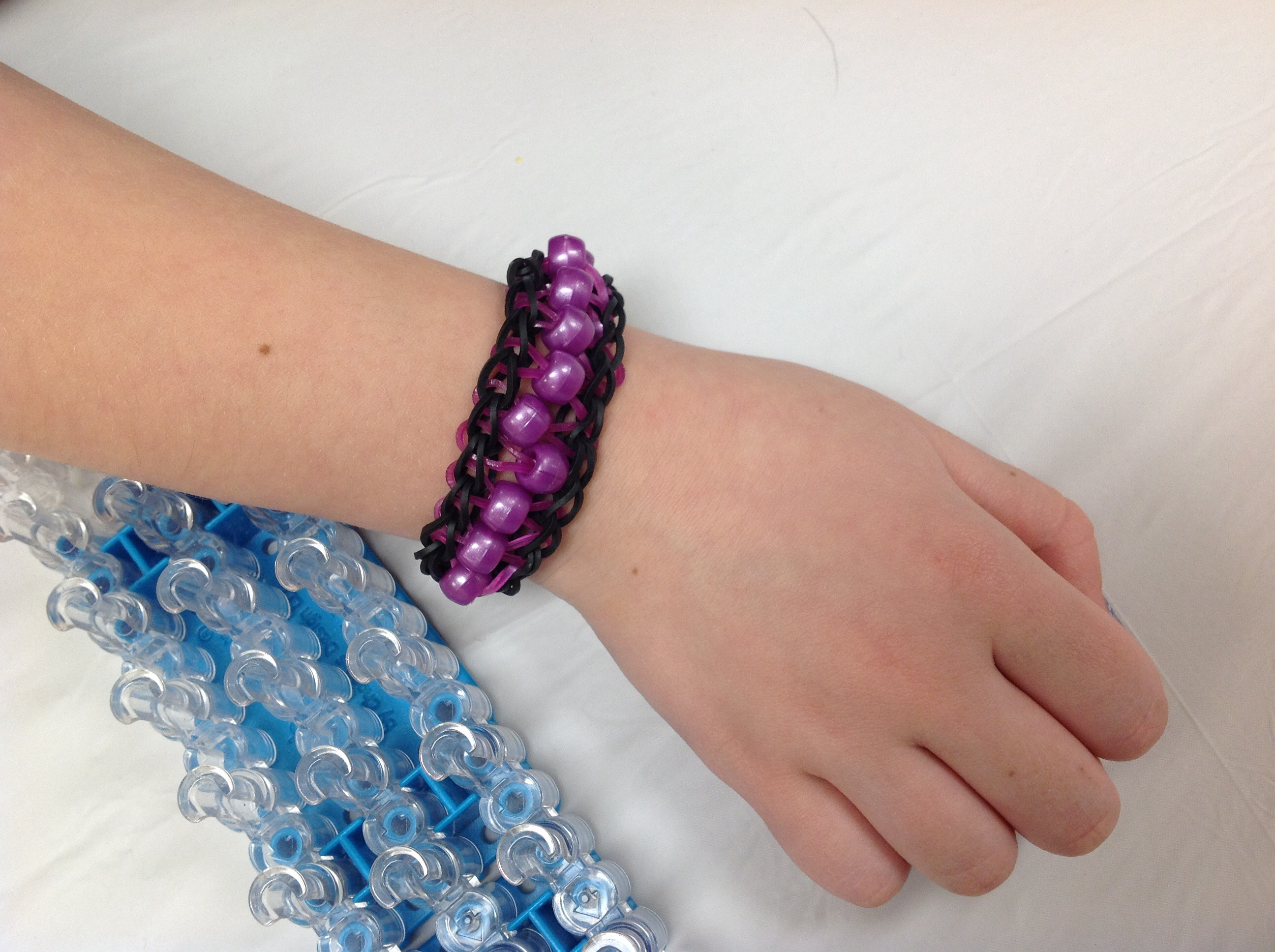
Браслет сплетений з гумок.
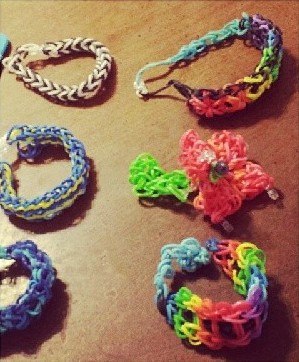
Прикраси сплетені з гумок